# Per Bäckman
Per Bäckman, född 22 juli 1950 i Surahammar, är en svensk ishockeytränare.
Han vann sitt första SM-guld som tränare med AIK 1983/1984. Därefter har han fört Färjestad till två SM-guld (1987/1988, 1996/1997).  Sedan dess har han bland annat tränat Modo, Malmö IF, Västerås och Frölunda HC. Han tog Modo till två SM-silver. Han har också ansvarat för Oskarshamns IK, Väsby IK och Zug (Schweiz). Den 21 december 2007 meddelade Frölunda HC att Per Bäckman fick söka nytt arbete efter att säsongen börjat med mindre framgångsrika resultat, Frölunda HC låg då på femte plats i Elitserien då 30 av de totalt 55 omgångarna spelats. Han ersattes av Roger Melin.